# Mazie Hirono
Mazie Keiko Hirono (jap. 広野慶子 Hirono Keiko) (ur. 3 listopada 1947 w prefekturze Fukushima) – amerykańska polityczka.

## Życiorys
Urodziła się 3 listopada 1947 roku w prefekturze Fukushima. Ukończyła studia na Uniwersytecie Hawajskim oraz Georgetown University, po czym otworzyła prywatną praktykę prawniczą. W latach 1981–1994 zasiadała w legislaturze stanowej Hawajów, a w latach 1994–2002 była wicegubernatorem tego stanu. W 2007 roku zasiadła w Izbie Reprezentantów z ramienia Partii Demokratycznej. Sześć lat później nie ubiegała się o reelekcję, ale uzyskała mandat do Senatu.

## Odznaczenia
- Złota i Srebrna Gwiazda Orderu Wschodzącego Słońca (Japonia, 2021)[2]